# Kanton Bordeaux-7
Der Kanton Bordeaux-7 war von 1888 bis 2015 ein französischer Wahlkreis im Arrondissement Bordeaux, im Département Gironde und in der Region Aquitanien, Vertreter im Generalrat des Départements war zuletzt von 2001 bis 2015 (wiedergewählt 2008) Daniel Jault. 
Der Kanton bestand aus einem Teil der Stadt Bordeaux. 